# Notaris scirpi
Notaris scirpi är en skalbaggsart som först beskrevs av Fabricius 1792.  Notaris scirpi ingår i släktet Notaris, och familjen vivlar. Arten är reproducerande i Sverige.

## Bildgalleri

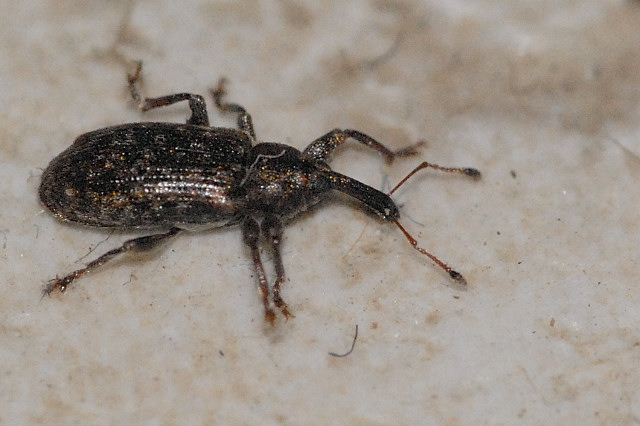